# 龐蒂亞克鎮區 (伊利諾伊州利文斯頓縣)
龐蒂亞克鎮區（英語：Pontiac Township）是位於美國伊利諾伊州利文斯頓縣的一個行政鎮區。

## 地方資料
根據2010年美國人口普查的數據，龐蒂亞克鎮區的面積為94.10平方千米，當中陸地面積為93.60平方千米，而水域面積為0.50平方千米。當地共有人口12885人，而人口密度為每平方千米136.93人。